# Адміністративний устрій Бородянського району
Бородянський район Київської області поділявся на 5 селищних та 19 сільських рад, які об'єднували 47 населених пунктів (5 селищ міського типу і 42 села і були підпорядковані Бородянській районній раді. Адміністративним центром району було селище міського типу Бородянка.

## Список радБородянського району
| №  | Назва                              | Центр                  | Населені пункти                                                  | Площа км² | Місце за площею | Населення (2001), осіб. | Місце за населенням |
| -- | ---------------------------------- | ---------------------- | ---------------------------------------------------------------- | --------- | --------------- | ----------------------- | ------------------- |
| 1  | Бабинецька селищна рада            | смт Бабинці            | смт Бабинці с. Буда-Бабинецька                                   |           |                 |                         |                     |
| 2  | Бородянська селищна рада           | смт Бородянка          | смт Бородянка                                                    |           |                 |                         |                     |
| 3  | Клавдієво-Тарасівська селищна рада | смт Клавдієво-Тарасове | смт Клавдієво-Тарасове с. Пороскотень                            |           |                 |                         |                     |
| 4  | Немішаївська селищна рада          | смт Немішаєве          | смт Немішаєве                                                    |           |                 |                         |                     |
| 5  | Пісківська селищна рада            | смт Пісківка           | смт Пісківка с. Раска                                            |           |                 |                         |                     |
| 6  | Блиставицька сільська рада         | с. Блиставиця          | с. Блиставиця                                                    |           |                 |                         |                     |
| 7  | Дружнянська сільська рада          | с. Дружня              | с. Дружня                                                        |           |                 |                         |                     |
| 8  | Дмитрівська сільська рада          | с. Дмитрівка           | с. Дмитрівка с. Озерщина                                         |           |                 |                         |                     |
| 9  | Загальцівська сільська рада        | с. Загальці            | с. Загальці с. Бондарня с. Гай с. Нова Буда с. Поташня           |           |                 |                         |                     |
| 10 | Здвижівська сільська рада          | с. Здвижівка           | с. Здвижівка                                                     |           |                 |                         |                     |
| 11 | Качалівська сільська рада          | с. Качали              | с. Качали с. Волиця с. Галинка с. Стара Буда с. Торф'яне         |           |                 |                         |                     |
| 12 | Козинцівська сільська рада         | с. Козинці             | с. Козинці с. Діброва                                            |           |                 |                         |                     |
| 13 | Луб'янська сільська рада           | с. Луб'янка            | с. Луб'янка                                                      |           |                 |                         |                     |
| 14 | Майданівська сільська рада         | с. Майданівка          | с. Майданівка с. Вишняки с. Язвинка                              |           |                 |                         |                     |
| 15 | Мигалківська сільська рада         | с. Мигалки             | с. Мигалки                                                       |           |                 |                         |                     |
| 16 | Микулицька сільська рада           | с. Микуличі            | с. Микуличі                                                      |           |                 |                         |                     |
| 17 | Мирчанська сільська рада           | с. Мирча               | с. Мирча с. Великий Ліс с. Коблицький Ліс с. Коблиця с. Тальське |           |                 |                         |                     |
| 18 | Небратська сільська рада           | с. Небрат              | с. Небрат с. Берестянка с. Михайленків                           |           |                 |                         |                     |
| 19 | Новогребельська сільська рада      | с. Нова Гребля         | с. Нова Гребля с. Вабля                                          |           |                 |                         |                     |
| 20 | Новозаліська сільська рада         | с. Нове Залісся        | с. Нове Залісся                                                  |           |                 |                         |                     |
| 21 | Новокорогодська сільська рада      | с. Новий Корогод       | с. Новий Корогод                                                 |           |                 |                         |                     |
| 22 | Озерська сільська рада             | с. Озера               | с. Озера                                                         |           |                 |                         |                     |
| 23 | Пилиповицька сільська рада         | с. Пилиповичі          | с. Пилиповичі                                                    |           |                 |                         |                     |
| 24 | Шибенська сільська рада            | с. Шибене              | с. Шибене с. Красний Ріг                                         |           |                 |                         |                     |

## Адміністративна реформа 2015—2020 років
У ході адміністративної реформи 2015—2020 років були утворені:
- 19 січня 2016 — Пісківська селищна об'єднана територіальна громада — шляхом об'єднання 2 територіальних громад: Пісківської селищної ради та Мигалківської сільської ради Бородянського району (перші вибори відбулися 24 квітня 2016 року);
- 8 серпня 2016 — Бородянська міська об'єднана територіальна громада — шляхом об'єднання 9 територіальних громад: Бородянської селищної, Дмитрівської, Дружнянської, Мирчанської, Новогребельської, Новозаліської, Новокорогодської, Пилиповицької, Шибенської сільських рад Бородянського району (перші вибори відбулися 23 грудня 2018 року.

Відтак до ліквідації 17 липня 2020 року Бородянський район поділявся на 2 селищних об'єднаних територіальних громади, 3 селищних та 8 сільських рад. Ще дві сільські ради, Блиставицька та Луб'янська (2 населені пункти), приєдналися до міста обласного значення — Бучанської міської громади. У таблиці нижче показані усі чинні територіальні громади, в тому числі об'єднані, станом на момент ліквідації району (17.07.2020). 2 громади, 3 селищні ради та 8 сільських рад включають 45 населених пунктів.
| №  | Назва                              | Центр                  | Населені пункти | Площа км² | Місце за площею | Населення (2001), осіб. | Місце за населенням |
| -- | ---------------------------------- | ---------------------- | --- | --------- | --------------- | ----------------------- | ------------------- |
| 1  | Бородянська селищна громада        | смт Бородянка          | смт Бородянка с. Вабля с. Великий Ліс с. Дмитрівка с. Дружня с. Коблиця с. Коблицький Ліс с. Красний Ріг с. Мирча с. Нова Гребля с. Нове Залісся с. Новий Корогод с. Озерщина с. Пилиповичі с. Тальське с. Шибене |           |                 |                         |                     |
| 2  | Пісківська селищна громада         | смт Пісківка           | смт Пісківка с. Мигалки с. Раска |           |                 |                         |                     |
| 3  | Бабинецька селищна рада            | смт Бабинці            | смт Бабинці с. Буда-Бабинецька |           |                 |                         |                     |
| 4  | Клавдієво-Тарасівська селищна рада | смт Клавдієво-Тарасове | смт Клавдієво-Тарасове с. Пороскотень |           |                 |                         |                     |
| 5  | Немішаївська селищна рада          | смт Немішаєве          | смт Немішаєве |           |                 |                         |                     |
| 6  | Загальцівська сільська рада        | с. Загальці            | с. Загальці с. Бондарня с. Гай с. Нова Буда с. Поташня |           |                 |                         |                     |
| 7  | Здвижівська сільська рада          | с. Здвижівка           | с. Здвижівка |           |                 |                         |                     |
| 8  | Качалівська сільська рада          | с. Качали              | с. Качали с. Волиця с. Галинка с. Стара Буда с. Торф'яне |           |                 |                         |                     |
| 9  | Козинцівська сільська рада         | с. Козинці             | с. Козинці с. Діброва |           |                 |                         |                     |
| 10 | Майданівська сільська рада         | с. Майданівка          | с. Майданівка с. Вишняки с. Язвинка |           |                 |                         |                     |
| 11 | Микулицька сільська рада           | с. Микуличі            | с. Микуличі |           |                 |                         |                     |
| 12 | Небратська сільська рада           | с. Небрат              | с. Небрат с. Берестянка с. Михайленків |           |                 |                         |                     |
| 13 | Озерська сільська рада             | с. Озера               | с. Озера |           |                 |                         |                     |

## Після реформи
Після ліквідації Бородянського району його територія повністю увійшла до складу Бучанського району. Селищні та сільські ради, які досі не об'єдналися, були розподілені між об'єднаними територіальними громадами Бучанського району: Загальцівська, Качалівська, Майданівська, Небратська сільські ради були приєднані до Бородянської селищної, Бабинецька селищна та Здвижівська сільська ради — до Бучанської міської, Козинцівська сільська рада — до Ірпінської міської, Озерська — до Гостомельської селищної громади. Немішаївська, Клавдієво-Тарасівська селищні, Микулицька сільська ради утворили Немішаївську селищну громаду.

* Примітки: м. — місто, смт — селище міського типу, с. — село, с-ще — селище